# بابیتسه (استان ماسوویان)
بابیتسه (به لهستانی:  Babice) یک روستا در لهستان است که در گمینا ترویانوو واقع شده‌است.